# Казява
Казя́ва — загальнозоологічний заказник загальнодержавного значення. Розташований у Звягельському районі Житомирської області, на північ від села Прихід, а також на захід від села Калинівка (Коростенський район). 
Площа 1859 га. Статус присвоєно згідно з Постановою РМ УРСР від 25.02.1980 року № 132. Перебуває у віданні ДП «Городницький лісгосп» (Броницьке лісництво, кв. 11-13, 17-22, 27-31, 35, 36). 
Охороняються лісові та болотні масиви з характерними представниками фауни Полісся. Деревна рослинність представлена переважно сосновими лісами з незначною домішкою дуба звичайного і вільхи чорної. У трав'яно-чагарниковому покритті зростають чорниця, журавлина звичайна. 
Заказник є місцем оселення бобрів, ондатр, копитних; гніздиться багато водоплавних і болотних птахів. Є глухарині та тетерукові токовища. З рідкісних птахів трапляються пугач і змієїд, занесені до Червоної книги України.